# Pseudotargionia crenulata
Pseudotargionia crenulata är en insektsart som beskrevs av Brimblecombe 1956. Pseudotargionia crenulata ingår i släktet Pseudotargionia och familjen pansarsköldlöss. Inga underarter finns listade i Catalogue of Life.